# Halsefjorden
Halsefjorden este o arie protejată (arie specială de conservare — SAC, sit de importanță comunitară — SCI, arie de protecție specială avifaunistică — SPA) din Suedia întinsă pe o suprafață de 1.211,7 ha, integral pe uscat.

## Localizare
Centrul sitului Halsefjorden este situat la coordonatele 58°06′55″N 11°46′30″E / 58.1153°N 11.7751°E.

## Înființare
Situl Halsefjorden a fost declarat arie de protecție specială avifaunistică în iulie 2000 pentru a proteja 4 specii de animale. Alte tipuri de protecție:
- sit de importanță comunitară (în mai 2001)
- arie specială de conservare (în martie 2011)[1][3][4]

## Biodiversitate
Situată în ecoregiunile boreală, continentală și marină Atlantică, aria protejată conține 3 habitate naturale: Golfuri mici largi și golfuri puțin adânci, Terase mlăștinoase și terase nisipoase neacoperite de apă la reflux, Recifuri.
La baza desemnării sitului se află mai multe specii protejate de  păsări (4): bătăuș (Philomachus pugnax), ploier auriu (Pluvialis apricaria), chiră de baltă (Sterna hirundo), fluierar de mlaștină (Tringa glareola).